# Kossuth Lajos tér (stanice metra v Budapešti)
Kossuth Lajos tér je stanice linky M2 budapešťského metra pojmenovaná po maďarském revolucionáři Lajosi Kossuthovi. Byla otevřena veřejnosti v roce 1972, v roce 2004 prošla rekonstrukcí. Leží v hloubce 34,5 metru. Stanice je umístěna na stejnojmenném náměstí Kossuth Lajos tér, které se nachází u maďarského parlamentu. V místě je umožněn přestup na tramvajovou linku 2.